# Doncols
Doncols (wallon: Doncô, luxembourgeois : Donkels, allemand : Donkols) est une section de la commune luxembourgeoise de Winseler située dans le canton de Wiltz. Le village compte environ 250 habitants.

## Histoire
Doncols est, avec Sonlez, Harlange et Tarchamps, un des seuls villages wallophones restés au Grand-Duché lors de la formation de la province belge de Luxembourg en 1839.

## Géographie
Doncols est situé le long de la frontière belge, en face du hameau de Bras (commune de Bastogne). Au sud-ouest, Doncols est bordé par Sonlez.

## Curiosités
- L’église Saint-Gangulphe